# Pangasius mekongensis
Pangasius mekongensis là một loài cá da trơn trong họ Pangasiidae. Chúng được Laurent Pouyaud mô tả đầu tiên vào năm 2003.